# Pierre-François Godard de Beauchamps
Pierre-François Godard de Beauchamps (París, 1689-ibidem, 12 de marzo de 1761) fue un dramaturgo, escritor libertino, historiador de teatro y traductor francés.

## Biografía
Secretario del mariscal de Villeroy, Beauchamps trabajó, en su juventud, en diferentes teatros de a capital. Representó en 1721 la Soubrette, una comedia de un acto que tuvo éxito. A raíz de esto, representó en un espacio de diez años le Jaloux ; Arlequín amoureux par enchantement ; le Portrait ; le Parvenu, ou le Mariage rompu ; les Effets du dépit ; les Amants réunis ; le Bracelet ; la Mère rivale y la Fausse Inconstance. Casi todas estas obras han caído en el olvido.

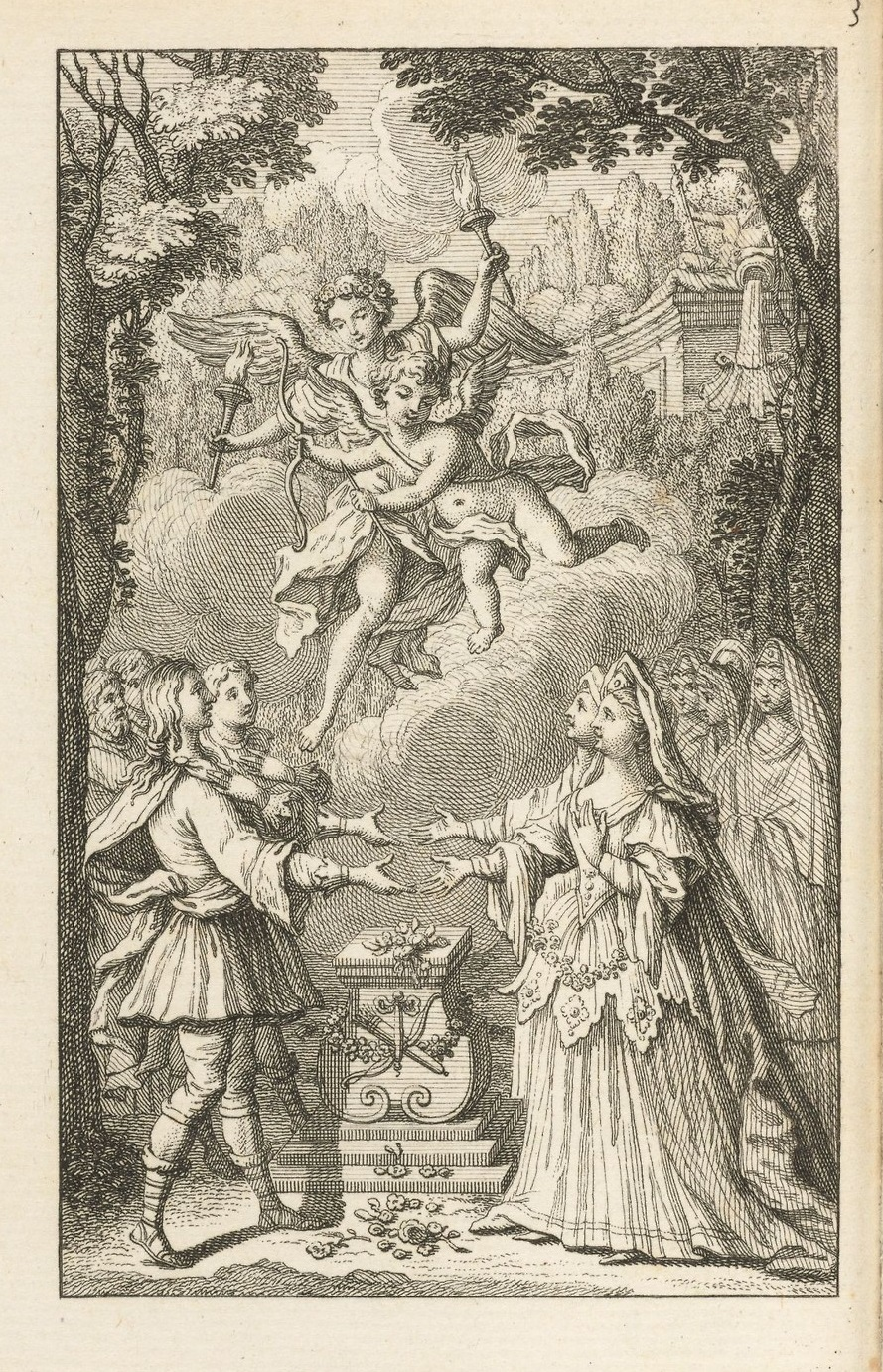
Imagen de una edición de 1743 de Les Amours d’Ismene et d’Ismenias

También tenemos de Beauchamps : Funestine (París, 1737), volumen raro y reimpreso en la recopilación de cuentos Le Cabinet des fées; les Lettres d’Héloïse et d’Abailard, imitadas en verso francés (París, 1737); les Amours d’Ismène et d’Isménias, novela traducida e imitada a la manera de Eustacio Macrembolita. La obra de Beauchamps se imprimió en París, bajo la firma de La Haya, 1743 y reimprimida en la misma ciudad en 1797. La segunda edición se decoró con figuritas, Imitation du roman grec (les Amours de Rhodanthe et de Dosiclés) de Théodore Prodrome, 1746. Esta imitación se distingue de una traducción que apareció en París en el mismo año y cuyo autor es desconocido.
Del mismo modo, se le atribuye una novela libertina, la Histoire du prince Apprius (Priapus) Constantinople (París, hacia 1722) ; La Haya, (Lyon, 1728). Encontramos en algunos ejemplares de esta novela una tabla explicativa que nos da los nombres de los anagramas empleados por el autor. El impresor fue condenado a la prohibición y a pagar una multa.
Sus Recherches sur les théâtres de France, depuis 1161 jusqu’à présent, estudian los orígenes y el progreso del arte dramático en Francia. Apareció en 1735 y es su obra más importante.

## Obras
Historia del teatro
- Recherches sur les théâtres de France depuis l'année onze cent soixante-un jusques à présent (1735) Texto en línea (fr) (Gallica) y (César)

Teatro
- Le Comte de Gabalis et les peuples élémentaires, Château de Sceaux, octubre de 1714.
- Le Ballet de la jeunesse, ou le Ballet des Tuileries, París, Palais des Tuileries, 16 de febrero de 1718.
- Les Effets du dépit, comédie en un acte, París, Hôtel de Bourgogne, 21 de abril de 1717.
- Le Parvenu ou le Mariage [fait et] rompu, París, Hôtel de Bourgogne, 12 de febrero de 1721.
- La Soubrette, París, Hôtel de Bourgogne, 14 de noviembre de 1721.
- Arlequin amoureux par enchantement, París, Hôtel de Bourgogne, 16 de diciembre de 1722.
- Le Jaloux, comédie en trois actes, précédée d'un prologue, París, Hôtel de Bourgogne, 23 de diciembre de 1723
- Le Jaloux puni, París, Hôtel de Bourgogne, 23 de diciembre de 1723
- Le Portrait, comédie, París, Hôtel de Bourgogne, 9 de enero de 1727. Texto en línea (fr)
- Les Amans réunis, comédie en trois actes, París, Hôtel de Bourgogne, 26 de noviembre de 1727.
- Le Bracelet, París, Hôtel de Bourgogne, 18 de diciembre de 1727.
- La Mère rivale, París, Hôtel de Bourgogne, 18 de diciembre de 1729.
- La Fausse inconstance, París, Hôtel de Bourgogne, 31 de enero de 1731.

Novelas
- Histoire du prince Apprius, extraite des fastes du monde depuis sa création, manuscrit persan trouvé dans la bibliothèque de Schah-Hussain, Roi de Perse, détrôné par Mamouth en 1722. Traduction françoise par Messire Esprit, gentilhomme provençal, servant dans les troupes de Perse (1729) Texto en línea (fr)
- Les Amours d'Hypparchie et Cratès, philosophes cyniques : histoire grecque (1795)

Traducciones de Eustacio Macrembolita
- Les Amours d'Ismene et d'Ismenias, Chez François l'Honoré, à Ámsterdam, In 12 (10x17.5cm), (6) 158pp., (1729)
- Ismène et Isménias. Roman grec (1746)

## Recursos
- Louis-Gabriel Michaud, Biographie universelle, ancienne et moderne, t. 3, París, París, 1854, p.565